# Bercero
Bercero – gmina w Hiszpanii, w prowincji Valladolid, w Kastylii i León, o powierzchni 41,37 km². W 2011 roku gmina liczyła 216 mieszkańców.